# Unité urbaine de Nîmes
L'unité urbaine de Nîmes est une unité urbaine française centrée sur Nîmes, préfecture du département du Gard, dans la région Occitanie.

## Données générales
En 2010, selon l'Insee, l'unité urbaine de Nîmes est composée de neuf communes, toutes situées dans l'arrondissement de Nîmes.
En 2020, le nouveau zonage confirme le périmètre de neuf communes de l'unité urbaine.
En 2022, avec 185 681 habitants, elle constitue la première unité urbaine du Gard et occupe le 4e rang dans la région Occitanie.
En 2022, sa densité de population s'élève à 699 hab/km2. Par sa superficie, elle représente 4,54 % du territoire départemental mais, par sa population, elle regroupe 24,3 % de la population du département du Gard.

Agglomérations de plus de 100000 habitants en France en 2022.

## Composition 2020 de l'unité urbaine
Les communes appartenant à l'unité urbaine de Nîmes selon la délimitation de 2020 sont les suivantes :
| Nom                  | Code Insee | Département | Statut       | Superficie (km2) | Population (dernière pop. légale) | Densité (hab./km2) | Modifier                                    |
| -------------------- | ---------- | ----------- | ------------ | ---------------- | --------------------------------- | ------------------ | ------------------------------------------- |
| Nîmes (ville-centre) | 30189      | Gard        | ville-centre | 161,85           | 150 444 (2022)                    | 930                | modifier les données · modifier les données |
| Bernis               | 30036      | Gard        | banlieue     | 12,80            | 3 341 (2022)                      | 261                | modifier les données · modifier les données |
| Caissargues          | 30060      | Gard        | banlieue     | 8,02             | 4 077 (2022)                      | 508                | modifier les données · modifier les données |
| Caveirac             | 30075      | Gard        | banlieue     | 15,20            | 4 328 (2022)                      | 285                | modifier les données · modifier les données |
| Marguerittes         | 30156      | Gard        | banlieue     | 25,29            | 8 370 (2022)                      | 331                | modifier les données · modifier les données |
| Milhaud              | 30169      | Gard        | banlieue     | 18,25            | 6 142 (2022)                      | 337                | modifier les données · modifier les données |
| Rodilhan             | 30356      | Gard        | banlieue     | 4,69             | 2 810 (2022)                      | 599                | modifier les données · modifier les données |
| Uchaud               | 30333      | Gard        | banlieue     | 8,80             | 4 824 (2022)                      | 548                | modifier les données · modifier les données |
| Vestric-et-Candiac   | 30347      | Gard        | banlieue     | 10,92            | 1 345 (2022)                      | 123                | modifier les données · modifier les données |

## Évolution démographique
L'évolution démographique ci-dessous concerne l'unité urbaine selon le périmètre de 2020.
| 1968    | 1975    | 1982    | 1990    | 1999    | 2006    | 2011    | 2016    | 2022    |
| ------- | ------- | ------- | ------- | ------- | ------- | ------- | ------- | ------- |
| 132 830 | 142 165 | 145 107 | 155 458 | 162 662 | 176 451 | 178 503 | 185 295 | 185 681 |